# Buzzy Drootin
Benjamin "Buzzy" Drootin (* 22. April 1920 in Kiew, Ukraine; † 21. Mai 2000 in Englewood, USA) war ein US-amerikanischer Jazz-Schlagzeuger und Bandleader des Dixieland Jazz.
Buzzy Drootins Eltern wanderten in die Vereinigten Staaten aus, als Benjamin fünf Jahre alt war.  Sein Vater spielte Klarinette; zwei seiner Brüder waren ebenfalls Musiker. Als Jugendlicher begann er bereits professionell zu spielen; als er 20 Jahre alt war, tourte er mit Jess Stacys All-Stars, in der Lee Wiley sang. Nach dem Zweiten Weltkrieg arbeitete er von 1947 bis 1951 als Haus-Schlagzeuger in Eddie Condon's Club in New York City.
In den 1950er und 1960er Jahren spielte er in verschiedenen New Yorker Clubs, auch in Chicago und Boston. Als Bandleader trat er in New York's El Morocco Club auf. In dieser Zeit spielte er mit Musikern wie Bobby Hackett, Jimmy McPartland, Doc Cheatham, Vic Dickenson, Pee Wee Russell und Wingy Manone. Außerdem war er an Schallplatten-Aufnahmen von Tommy Dorsey, Bobby Hackett, Jack Teagarden, Eddie Condon, Ruby Braff, Anita O’Day, George Wein, den Newport All-Stars, Lee Konitz, Sidney Bechet und Dukes of Dixieland beteiligt. 1968/69 tourte er mit Wild Bill Davisons Jazz Giants, dann bildete er die "Buzzy's Jazz Family" mit Wild Bills Musikern wie Herb Hall, Benny Morton, außerdem mit dem Trompeter Herman Autrey und seinem Neffen Sonny Drootin am Klavier.
Im Jahr 1973 nach einer Europatournee kehrte er in seine Heimatstadt Boston zurück, wo er und sein Bruder Al (Saxophonist und Klarinettist) sowie sein Neffe Sonny die Band Drootin Brothers bildeten und u. a. auf dem Newport Jazz Festival auftraten. Buzzy spielte auf dem allerersten  Newport Festival und danach auf vielen weiteren Festivals. In den 1980er Jahren trat er auch auf dem Los Angeles Classic Jazz Festival auf. Im Laufe seiner Karriere war Drootin Begleitmusiker für Wild Bill Davison, Maxine Sullivan, Teddi King, Roy Eldridge, Joe Venuti und Zoot Sims.
Mit achtzig Jahren starb er an Krebs in Englewood (New Jersey).